# アンリ・ペケ
アンリ・ペケ（Henri Pequet、1888年2月1日 - 1974年3月13日）はフランスのパイロットである。1911年2月18日、飛行機による航空郵便を運ぶ公式飛行を行った。
ブラックモンに生まれた。気球の操縦士となり、1908年にヴォワザンに入り、1909年に飛行機で飛行し1910年に6月に操縦士のライセンスを得た。1911年2月18日、インドで行われた飛行ショーで、6,500通の手紙を50馬力のソメール複葉機（Sommer biplane）で10km離れたアラハバードからナイニまで運んだ。運ばれた手紙には「最初の航空郵便」（"First Aerial Post, U.P. Exhibition Allahabad 1911."）のスタンプが押された。

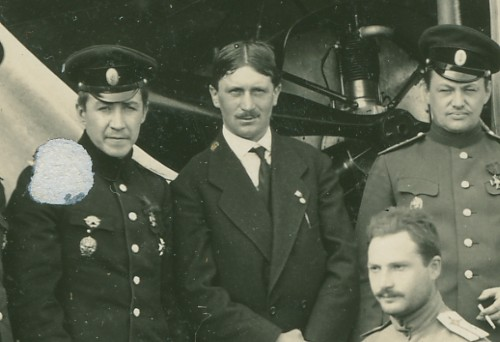
1914年6月、ロシアの生徒とともに写るアンリ・ペケ。

第一次世界大戦中はモラーヌ・ソルニエで働き、その後ヴィシー・ルー（Vichy-Rhue）飛行場の飛行教官となり、ヴィシー・ルー飛行場の所長を務めた。